# Amplitudna modulacija
Amplitudna modulacija ili kraće AM je postupak modulacije kod kojega se amplituda signala nosioca mijenja oko srednje vrijednosti, pri čemu je promjena proporcionalno s modulirajućim signalom. Takav modulirani signal se prenosi putem nekog medija do prijamnika.
AM je prvi postupak koji se koristio u komercijalnom radiju.

## Prikaz AM signala

### AM signal u vremenskoj domeni
AM signal u vremenskoj domeni je oblika:
{\displaystyle u_{AM}(t)=(U_{0}+k_{a}\cdot u_{m}(t))\cos \omega _{0}t}
gdje su:
- {\displaystyle U_{0}} - amplituda signala nosioca

- {\displaystyle \omega _{0}} - kutna frekvencija nosioca

- {\displaystyle k_{a}} - konstanta AM-a

- {\displaystyle u_{m}(t)} - modulirajući signal

Ovakav tip amplitudne modulacije se naziva još i DSB-TC.

### AM signal u frekvencijskoj domeni
AM signal u frekvencijskoj domeni se dobije pomoću Fourierove transformacije:
{\displaystyle U_{AM}(j\omega )={\mathcal {F}}[u_{AM}(t)]=U_{0}\delta (\omega _{0})+{\frac {1}{2}}k_{a}U_{m}(j(\omega -\omega _{0}))+{\frac {1}{2}}k_{a}U_{m}(j(\omega +\omega _{0}))}
Uočava se harmonik na frekvenciji nosioca {\displaystyle \omega _{0}}, te dva bočna pojasa na područjima {\displaystyle \omega -\omega _{0}} i {\displaystyle \omega +\omega _{0}}. Zbog toga se ovaj tip zove DSB-TC - dvostrani bočni pojas s nosiocem (eng. Double Side Band-Transmiter Carrier).

## Tipovi modulacije

### DSB-TC
DSB-TC (eng. Double Side Band-Transmited Carrier) tip je amplitudne modulacije kod kojeg se prenose oba bočna pojasa modulirajućeg signala i signal nosilac. Po faktoru iskorištenja, ovaj tip predstavlja najlošiji slučaj, jer je moguće ostvariti faktor iskorištenja u najboljem slučaju 1/6. Za prijenos DSB-a je potreban kanal širine dvostruko veći od najveće frekvencije modulirajućeg signala.

### DSB-SC
DSB-SC (eng. Double Side Band-Suppressed Carrier) tip je amplitudne modulacije kod kojeg se prenose oba bočna pojasa modulirajućeg signala bez signala nosioca. Po faktoru iskorištenja je bolji od DSB-TC-a jer se ne prenosi signal nosilac. DSC-SC signal je oblika:
{\displaystyle u_{DSB-SC-AM}=k_{a}\cdot u_{m}(t)\cdot \cos {\omega _{0}t}}
Ovakav tip modulacije se naziva i produktna modulacija, jer se signal nosilac direktno množi s modulirajućim signalom.

### SSB
SSB (eng. Single Side Band-Transmiter Carrier) tip je amplitudne modulacije kod kojeg se prenose samo jedan bočni pojas signala. Osim po faktoru iskorištenja, ovaj tip modulacije je bolji i po frekvencijskom opsegu, jer za njegov prijenos treba kanal čija je širina jednaka maksimalnoj frekvenciji modulirajućeg signala.

## Demodulacija AM-a
Najjednostavniji sklop za demodulaciju AM-a je detektor ovojnice (envelope) koji radi slično kao poluvalni ispravljač, ali je vremenska konstanta filtracije podešena tako da se potiskuje samo noseća frekvencija, dok se modulirajuća frekvencija propušta.